# Hōjō Mototoki
Hōjō Mototoki (1284-1333) fue el decimotercer shikken o regente del clan Hōjō durante el shogunato Kamakura y gobernó en Japón entre 1315 y 1316. Fue el undécimo Rokuhara Tandai (jefe de la seguridad interior en Kioto) entre 1301 y 1303.
Durante la regencia de Mototoki el poder real estuvo en manos del jefe del clan Hōjō, Hōjō Takatoki, cuyo reinado se inició en  1311, siendo aún muy joven. Mototoki fue uno de los capitanes del clan Hōjō durante el sitio de Kamakura, en 1333 y se suicidó tras la derrota en esta batalla, que supuso supuso el fin del poder del clan.